# Lumensekunde
Lumensekunde (Einheitenzeichen lm s) ist die SI-Einheit der Lichtmenge. Die Lichtmenge berechnet sich als Integral eines Lichtstroms (SI-Einheit Lumen) über die Zeit (SI-Einheit Sekunde), entsprechend ist ihre SI-Einheit das Produkt von Lumen und Sekunde:
{\displaystyle \mathrm {1\,lm\,s=1\,lm\cdot 1\,s} }
Die Einheit wird auch Talbot (nach William Henry Fox Talbot) oder Lumberg genannt, jedoch sind diese speziellen Namen weder von den Organen der Internationalen Meterkonvention für den Gebrauch zusammen mit SI-Einheiten angenommen, noch in der EU gesetzliche Einheiten im Messwesen.
Gleichzeitig mit der Einheit Lumberg wurde auch das Lumerg geschaffen, das entsprechend dem Verhältnis zwischen Erg und Joule definiert wurde, als 1 lumerg = 10−7 lm s.
In der Praxis wird oft die Lumenstunde (lm h) als Maß verwendet, welche die Menge von einem Lumen über eine Stunde ist.